# Корсаковское сельское поселение (Орловская область)
Корсаковское сельское поселение — муниципальное образование в Корсаковском районе Орловской области России.
Создано в 2004 году в границах одноимённого сельсовета. Расположено в северной части района.
Административный центр — село Корсаково.

## Население
| 2010  | 2012  | 2013  | 2014  | 2015  | 2016  | 2017  |
| ----- | ----- | ----- | ----- | ----- | ----- | ----- |
| 1766  | ↘1708 | ↘1659 | ↘1649 | ↘1586 | ↘1535 | ↘1509 |
| 2018  | 2019  | 2020  | 2021  | 2023  |       |       |
| ↘1481 | ↘1445 | ↘1425 | ↘1330 | ↘1321 |       |       |

## Населённые пункты
В состав сельского поселения (сельсовета) входят 12 населённых пунктов:
| №  | Населённый пункт | Тип     | Население (чел.) |
| -- | ---------------- | ------- | ---------------- |
| 1  | Александровка    | деревня | ↘6               |
| 2  | Воскресеновка    | деревня | ↘9               |
| 3  | Заречье          | деревня | ↘108             |
| 4  | Казаченка        | деревня | 1                |
| 5  | Корсаково        | село    | ↘1452            |
| 6  | Красная Горка    | деревня | 6                |
| 7  | Крахмальный      | посёлок | ↗97              |
| 8  | Ново-Сергеевка   | деревня | 9                |
| 9  | Петрово          | деревня | ↘22              |
| 10 | Ползиково        | деревня | ↘14              |
| 11 | Савинково        | деревня | ↘40              |
| 12 | Харлеевка        | деревня | 1                |